# Jurjevski Dol
Jurjevski Dol je naselje v Občini Šentilj.